# Micorriza

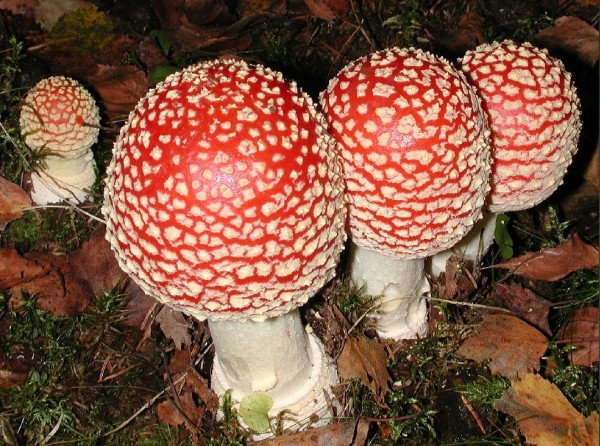
Amanita muscaria, una delle numerose specie fungine micorriziche

Per micorriza (dal greco antico: μύκης?, mýkēs, "fungo" e ῥίζα, rhiza, "radice") si intende un particolare tipo di associazione simbiotica tra un fungo e una pianta superiore, localizzata nell'ambito dell'apparato radicale del simbionte vegetale, e che si estende, per mezzo delle ife o di strutture più complesse come le rizomorfe, nella rizosfera e nel terreno circostante.

## Descrizione
Queste simbiosi sono nella maggior parte dei casi di tipo mutualistico, per cui i due organismi portano avanti il loro ciclo vitale vivendo a stretto contatto e traendo benefici reciproci, sia di natura nutrizionale sia di altro tipo, come ad esempio di difesa contro lo stress ambientale. Alcuni esempi più conosciuti di simbiosi micorriziche si hanno fra i tartufi e le querce, i porcini e i castagni, oppure tra le orchidee e diverse specie fungine come Rhizoctonia spp.
Oltre alle micorrize, altri esempi di simbiosi mutualistiche si hanno nei licheni (alghe e funghi), nei coralli (alghe e celenterati) e nelle associazioni tra rizobi e leguminose. Le micorrize rappresentano però il tipo di simbiosi (non solo mutualistica) di gran lunga più diffuso in natura: si stima infatti che circa il 90% degli alberi che crescono in foreste temperate partecipi a questo tipo di associazioni. Sono comunque diffuse praticamente in qualsiasi ecosistema terrestre.
Ci sono solo 5 famiglie di angiosperme che sono per la maggior parte NON micorrizate:
- Cruciferae 87%

- Cyperaceae 74%

- Chenopodiaceae 61%

- Juncaceae 56%

- Caryophyllaceae 50%

Sembra in effetti che esse abbiano cominciato a evolversi e diffondersi già con le prime piante terrestri. Sono stati trovati resti fossili che confermano l'esistenza delle endomicorrize già 450 milioni di anni fa, contemporaneamente all'apparizione dei vegetali sulle terre emerse, e si ritiene che esse siano state fondamentali nel processo di colonizzazione dei continenti. 

## I primi studi

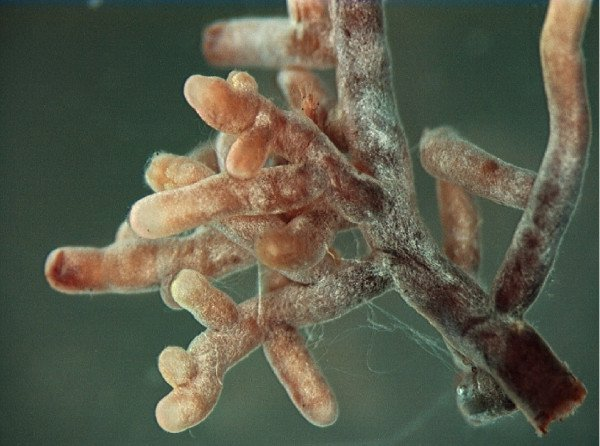
Apici radicali di una pianta ectomicorrizica

Le associazioni micorriziche rappresentano un enigma per la maggior parte degli ecologi, e anche gli esperti del settore hanno difficoltà ad ammettere di non averne ancora afferrato l'immensa varietà di tipi e di ruoli sia negli ecosistemi naturali sia in quelli modificati dall'uomo.
I primi studi furono condotti in Italia da Giuseppe Gibelli, botanico, che descrisse per la prima volta la convivenza, come rapporto simbiotico, tra ife dei funghi ("cuffie di delicate ife fungine") e radici nel 1882, analizzando le radici del castagno. La simbiosi scoperta fu definita da Gibelli indigenato tollerato e tollerabile sulle radici del castagno sano. In Germania Albert Bernhard Frank, un patologo forestale, chiamò nel 1885 tale simbiosi mykorhiza (dal greco mykos: fungo, e rhiza: radice). Frank notò che queste strutture sono sempre presenti nei sistemi radicali delle piante vegetanti in ambienti naturali.
Nel corso di studi successivi furono individuati due tipi di micorrize:
- le ectomicorrize (conosciute anche come micorrize ectotrofiche), caratteristiche della maggior parte delle angiosperme arboree e delle conifere, nelle quali è possibile osservare un mantello fungino esterno ricoprente gli apici radicali;
- le endomicorrize (conosciute anche come micorrize endotrofiche), di più ampia diffusione (anche tra le specie erbacee), non dotate di un mantello fungino esterno e manifestanti un certo grado di colonizzazione intracellulare da parte delle ife.

Anche se le principali caratteristiche strutturali ed ecologiche erano state riconosciute già nella prima metà dell'Ottocento, fu a partire dagli studi di Gibelli, Frank e di altri autori come Robert Hartig e Franciszek Kamieński – il quale studiò il mutualismo fra Monotropa spp. e i relativi partner fungini – che cominciò a destarsi l'interesse per le micorrize e per la loro importanza nella sopravvivenza e nella produttività delle piante.

## Classificazione
Una prima distinzione, che ricalca quella ormai superata tra endomicorrize ed ectomicorrize, può essere fatta tra le micorrize che coinvolgono funghi endofiti con ife non settate – ovvero quelli appartenenti al phylum Glomeromycota secondo la classificazione di Schüßler del 2001, precedentemente considerati zigomiceti dell'ordine Glomales – e le micorrize formate da funghi con ife settate appartenenti a diversi ordini di ascomiceti e basidiomiceti.
Per quanto riguarda le piante simbionti, esse sono così numerose e diversificate dal punto di vista tassonomico che la classificazione spesso è difficoltosa. Bisogna inoltre considerare che il tipo di micorriza formato può essere influenzato dall'identità sia della pianta sia del fungo, per cui, ad esempio, uno stesso fungo può formare diversi tipi di micorriza a seconda della pianta coinvolta. L'attuale sistematica, perciò, è basata su informazioni di tipo binomiale "specie fungina+specie vegetale", es. "Cenococcum geophilum + Picea abies" o, nel caso in cui la specie fungina non sia nota, con una nuova denominazione che ricordi la specie vegetale, es. "Quercirhiza squamosa" nel caso il simbionte vegetale afferisca al genere Quercus.

### Micorrize vescicolari-arbuscolari
Conosciute anche come micorrize VA o VAM, sono caratteristiche dei membri del phylum Glomeromycota. Il principale carattere distintivo di questo gruppo risiede nella capacità, da parte dei funghi, di produrre particolari strutture, chiamate arbuscoli, all'interno delle cellule delle piante compatibili. Oltre agli arbuscoli, spesso il fungo forma intracellularmente anche delle vescicole contenenti grassi e sali minerali. Dato, però, che le vescicole non sono sempre presenti, recentemente è stato proposto di indicare questo gruppo più semplicemente come "micorrize arbuscolari", ed è prevalentemente per motivi pratici che, generalmente, si continua a utilizzare la denominazione "VAM".
Le piante simbionti, in questo tipo di micorrize, appartengono praticamente a tutti i phyla: Bryophyta, quasi tutti i gruppi delle Pteridophyta, tutti i gruppi delle Gymnospermae e la maggior parte delle famiglie delle Angiospermae. Questo è il tipo di micorriza più antico; sono stati ritrovati fossili di Aglaeophyton del Devoniano contenenti arbuscoli e vescicole. Poiché i glomeromiceti non sono coltivabili su un substrato artificiale, si presume che essi dipendano completamente da una pianta fotosintetica (simbionti obbligati). D'altra parte vi sono casi di micorrize costituite da funghi non settati e membri delle Burmanniaceae e delle Gentianaceae, che sono piante prive di clorofilla; saranno quindi di particolare interesse gli studi riguardanti l'identità di questi simbionti fungini e la fisiologia delle associazioni.
La comunità di funghi micorrizici arbuscolari influisce direttamente sulla composizione della comunità vegetale, aumentandone la biodiversità e la produttività.

### Ectomicorrize
Interessano principalmente funghi ascomiceti e basidiomiceti (circa 6 000 specie) e piante arbustive ed arboree (circa il 5% delle Spermatofite per una stima di 8 000 specie). Poche specie erbacee formano ectomicorrize (es. Polygonum viviparum, Kobresia).
Tra i più comuni funghi che formano ectomicorrize si citano:
- Basidiomiceti
  - Agaricales e Boletales (Amanita, Boletus, Russula, Lactarius, Laccaria, Hebeloma…)
  - Hymenogastrales (Hymenogaster)
  - Sclerodermatales (Pisolithus)
- Ascomiceti (Tuber, Elaphomyces, Cenococcum)
- Zigomiceti (Endogonaceae)

In questo tipo di associazioni il fungo forma una struttura, denominata mantello o micoclena, che avvolge gli apici radicali. Esternamente a essa emanano nel terreno ife singole o aggregate in strutture chiamate rizomorfe. Le ife inoltre penetrano verso l'interno fra le cellule dell'epidermide radicale formando un sistema intercellulare complesso, che appare in sezione come una rete di ife denominata reticolo di Hartig. Vi è invece poca o nessuna penetrazione intracellulare, mentre in alcune piante lo sviluppo del reticolo di Hartig è leggero o addirittura assente, come per esempio in Pisonia spp.
La particolare importanza delle ectomicorrize nel settore forestale è dovuta al fatto che esse interessano la maggioranza delle Pinacee (molto frequenti nelle foreste dell'emisfero boreale), delle Fagaceae (molto frequenti nelle foreste temperate) e delle Myrtaceae (molto frequenti nelle foreste temperate e subtropicali dell'emisfero sud), così come molte altre famiglie contenenti importanti specie arboree.

### Ectoendomicorrize
Possiedono molte delle caratteristiche delle ectomicorrize, ma esibiscono anche una elevata capacità di penetrazione intracellulare. Esse interessano principalmente i semenzali di alcune conifere (soprattutto Pinus spp.) e sono caratterizzate da un reticolo di Hartig piuttosto grossolano, da un manicotto molto sottile o assente, e dal fatto che, soprattutto nelle parti più vecchie delle radici, le cellule vengono invase da matasse di ife. L'identità dei simbionti fungini è ancora dubbia, ma si ritiene possa trattarsi di specie del genere Wilcoxina.

### Micorrize delle orchidee
Si formano tra le Orchidaceae – piante parzialmente o interamente prive di clorofilla durante le prime fasi dello sviluppo – e vari basidiomiceti – alcuni dei quali saprofiti o parassiti altamente efficaci di altre piante – che forniscono il carbonio organico necessario allo sviluppo delle giovani piante. In molti casi però il rapporto pianta-fungo non appare propriamente mutualistico, ed è caratterizzato da una certa instabilità.

### Micorrize dell'ordine Ericales

#### Micorrize ericoidi
Si formano tra molti membri autotrofi dell'ordine Ericales e funghi in prevalenza ascomiceti; sono caratterizzate da una estesa colonizzazione intracellulare delle cellule epidermiche delle radici, e dall'assenza di manicotto e reticolo di Hartig. Le piante di quest'ordine si sviluppano tipicamente su terreni di brughiera poveri e acidi, nei quali la maggior parte delle sostanze nutritive si presentano in forma organica, per cui risulta evidente l'importante ruolo che assumono i simbionti fungini nel renderle disponibili per le piante.

#### Micorrize arbutoidi
Interessano alcune specie di piante dei generi Arbutus e Arctostaphylos (Ericaceae), e alcune Pyrolaceae, e funghi che normalmente differenziano ectomicorrize su piante legnose di altri ordini; sono presenti il manicotto, quasi sempre un reticolo di Hartig ben sviluppato, mentre le ife intracellulari formano dense matasse.

#### Micorrize monotropoidi
Si formano tra piante prive di clorofilla appartenenti alla famiglia delle Monotropaceae e funghi che, come nel caso precedente, normalmente differenziano ectomicorrize; presentano anch'esse manicotto e reticolo di Hartig, ma le ife intracellulari formano strutture altamente specializzate, simili ad austori, ma aventi forma a cuneo, che penetrano le cellule epidermiche e passano poi attraverso un complesso modello di sviluppo mentre la pianta si sviluppa e fiorisce. Il fungo forma spesso ectomicorrize sulle piante autotrofe vicine, e si suppone che vi sia un trasferimento di C organico da queste ultime alla monotropa per mezzo del fungo stesso.

## Aspetti nutrizionali
Nella maggior parte dei tipi di micorrize gli scambi nutrizionali consistono sostanzialmente nel movimento di carbonio organico dalla pianta verso il fungo e, nel senso opposto, di sostanze nutritive (come P, N, Zn e Cu), in forma organica o inorganica, verso la pianta.
La funzionalità dei sistemi micorrizici dipende dunque:
- dal trasferimento, nella maggior parte dei tipi micorrizici, di C organico derivato dalla fotosintesi dalla pianta alle varie strutture fungine (micelio, spore e corpi fruttiferi in via di sviluppo);
- dalla capacità dei simbionti fungini di captare le sostanze nutrienti disponibili in forma inorganica e/o organica nel terreno e di cederle alla pianta attraverso una o più interfacce simbiotiche.

Vi sono però delle eccezioni: sebbene il movimento bidirezionale dei nutrienti costituisca il meccanismo fondante del mutualismo, tra le micorrize si possono riscontrare dei casi in cui diventa decisamente difficile dare una definizione netta del rapporto simbiotico, come nel caso delle orchidee e delle monotrope, che sembrano spesso beneficiare del trasferimento sia del C organico sia delle sostanze nutrienti.
Il micelio che si diparte dalle radici colonizzate svolge un ruolo chiave nell'assorbimento dell'acqua e delle sostanze nutrienti da parte delle piante, proliferando in particolare nelle zone più ricche di sostanze e competendo efficacemente con altri microrganismi del terreno. Alcune differenze si possono riscontrare, tra le varie categorie micorriziche, nella capacità dei simbionti fungini di captare un numero più o meno elevato di elementi diversi dal terreno. La continua ricerca dei nutrienti da parte del fungo porta sostanzialmente a un aumento della superficie complessiva del sistema radicale della pianta e del volume di suolo esplorato, fatto che porta a un generale aumento della competitività di queste piante nei sistemi naturali.
Non bisogna comunque dimenticare che per le piante vi è un costo, rappresentato dalla sottrazione di una certa quantità di carbonio fotosintetizzato. Le piante micorriziche avranno dunque, dal punto di vista selettivo, un vantaggio nei confronti delle piante non micorriziche, se il costo – in termini di C – per unità di nutriente minerale acquisito non è troppo elevato. Considerando che in natura viene sempre raggiunto in modo spontaneo un punto di equilibrio atto a garantire un vantaggio selettivo per entrambi i simbionti, si tratta di considerazioni utili soprattutto in un'ottica di applicazioni in ambienti controllati come i vivai.
È da rilevare, infine, che in certe situazioni le piante non rispondono alla colonizzazione tramite aumento dello sviluppo o miglioramento dello stato nutrizionale – come avviene nella maggior parte dei casi –, ma con la variazione di altri parametri legati più in generale alla fitness. In questi casi vi possono quindi essere altre, meno evidenti, basi per il beneficio, quali ad esempio il controllo degli agenti patogeni e la sottrazione di metalli tossici dal suolo.

## Importanza delle micorrize
L'importanza delle micorrize non si riduce soltanto all'assorbimento di acqua e nutrienti dal terreno. Le piante micorrizate si presentano spesso più competitive e più tolleranti nei confronti degli stress ambientali rispetto alle piante non micorrizate, anche per ragioni legate a:
- acquisizione di nutrienti presenti in forme normalmente non disponibili per le piante (ad esempio N nei composti organici);
- capacità di abbattere la presenza di composti fenolici e metalli tossici nel suolo;
- protezione dagli stress idrici;
- protezione nei confronti di funghi parassiti e nematodi;
- benefici non nutrizionali dovuti, ad esempio, alla produzione di fitormoni;
- accumulo di nutrienti;
- costituzione di reti nutrizionali;
- supporto per i semenzali fornito dalle reti di ife nel terreno;
- trasferimento di nutrienti dalle piante ormai morte a quelle vive.

A livello di ecosistema, tutto questo si traduce in un'importante influenza:
- sui cicli dei nutrienti;
- sulle popolazioni microbiche della rizosfera, tramite modifiche qualitative e quantitative degli essudati radicali;
- sulla struttura del suolo, che viene migliorata;
- sulle successioni primarie e secondarie delle specie vegetali.